# إنكريديبوكس
إنكريديبوكس   هي لعبة فيديو موسيقية تعتمد على أسلوب البِيتْ بُوكْسْ، صدرت عام 2009، من ابتكار و تطوير و نشر شركة سو فار سو غود (SFSG) الفرنسية. تعتمد اللعبة على سحب و إفلات أيقونات صوتية على شخصيات مختلفة لإنشاء موسيقى. يمكن للاعب إيجاد مجموعات موسيقية لفتح مكافآت متحركة، و تسجيل مزيج موسيقي لدمج تصنيف. كما يتوفر وضع تلقائي لإنشاء تشكيلة عشوائية لا نهائية.
صدرت اللعبة على العديد من الأجهزة. بدأت كتطبيق آي أو إس لجهاز آي باد في 28 مارس 2016. ثم تم تحديثها لجهاز آيفون في 24 سبتمبر 2016. صدر إصدار أندرويد في 15 ديسمبر 2017 على جوجل بلاي. و أُتيحت على متجر تطبيقات أمازون في 19 أبريل 2018. و أُطلقت نسخة سطح المكتب لمتجر تطبيقات ماك في 15 نوفمبر 2018، و متجر مايكروسوفت في 11 ديسمبر 2018. و سرعان ما أصبحت متاحة لأعضاء ستيم في 30 أبريل 2021. و بحلول يناير 2023، بلغ عدد مبيعات التطبيق مليوني نسخة في جميع المتاجر.

## أسلوب اللعب
في إنكريديبوكس  ، يمكن للاعبين اختيار أحد الإصدارات التسعة المتاحة (أو الأنماط الموسيقية). ثم يُزوَّد اللاعب بواجهة رمادية اللون تتكون من سبع مجموعات متطابقة من مُبدعي البيتبوكس الافتراضيين. وجه الشخصيات هو رسم كاريكاتوري للملحن الموسيقي وصوت اللعبة، بول مالبوريه، المعروف باسم إنكريديبل بولو. في المساحة أدناه، يوجد عشرون "أيقونة" مقسمة إلى أربع فئات: النبضات، المؤثرات، الألحان و الأصوات. تحتوي كل فئة على خمسة أصوات تشترك جميعها في لوحة الألوان نفسها، حسب سمة كل إصدار. كل أيقونة هي حلقة صوتية فريدة من نوعها تُسْحَب و تُفْلَت على الشخصيات من مجموعة من القبعات، النظارات الشمسية، الأقنعة، سماعات الرأس، أو غيرها من العناصر التي تُزَيِّنُهُمْ أثناء استخدامهم، و تُتيح لهم الغناء بإيقاع مُتناغم. لضبط المزيج، يمكن للاعب أيضًا تبديل الأصوات الجديدة، كتم الأصوات،أو العزف منفردًا على أحدها.
يمكن للاعبين إيجاد المزيج المناسب من خمسة أصوات، و يمكنهم الحصول على مكافأة متحركة لبضع ثوانٍ. لكل إصدار من اللعبة، هناك ثلاث مكافآت، يمكن الحصول عليها من خلال مجموعات مختلفة من الأيقونات. يمكن للاعبين أيضًا تسجيل جميع مزيجاتهم الموسيقية و مشاركتها على مواقع التواصل الاجتماعي عبر رابط. بعد ذلك، يمكن للمساهمين الاستماع إلى مقطوعاتهم الموسيقية المفضلة و التصويت عليها وصولًا إلى قائمة أفضل 50 أغنية على موقعهم الرسمي و تطبيقاتهم. أما بالنسبة للمستخدمين الذين يريدون فقط الاستماع إلى مزيج لا نهاية له، يمكن للوضع التلقائي تشغيل حلقات من كل إصدار بشكل عشوائي.

## التطوير
في عام 2006، أراد ثلاثة أصدقاء فرنسيين من سانت إتيان، و هم آلان دوراند (المخرج/المبرمج)، رومان ديلامبيلي (مصمم الغرافيك)، و بول مالبوريه (الموسيقي المعروف باسم إنكريديبل بولو)، دمج مهاراتهم لخلق تجربة تفاعلية موسيقية. طُرح "إنكريديبوكس" على الإنترنت في 16 أغسطس 2009، كلعبة فلاش لمتصفحات الويب. تنقسم لعبة الفلاش إلى خمس فئات: الآلات الموسيقية، الإيقاع، المؤثرات الصوتية، و الكورال. تظهر المكافآت المتحركة تلقائيًا عند سحب اللاعب للرموز و إفلاتها على الشخصيات.
في يوليو 2011، قرر الفريق تأسيس شركتهم سو فار سو غود، المتخصصة في التصميم الغرافيكي و الوسائط المتعددة، لمواصلة تطوير فكرتهم و "محاولة تحويل إنكريديبوكس إلى مشروع احترافي"، كما أوضح دوراند في مقابلة فيديو. و قرروا العمل بدوام جزئي على مشاريع إبداعية للعملاء، و بدوام جزئي على إنكريديبوكس.
في 1 مارس 2012، أطلقوا الإصدار الثاني من إنكريديبوكس، ليتل ميس، و الذي أُضيف إلى صفحتهم الإلكترونية. أُضيف الإصدار الثالث، Sunrise، في 26 أكتوبر 2013، و الإصدار الرابع، The Love، في 12 نوفمبر 2014. يدمج كل إصدار أصواتًا جديدة، تصميمات شخصيات جديدة، ميزات جديدة مثل وضع التسجيل، مما يسمح للمستخدمين بمشاركة مزيجهم عبر رابط URL، أو عن طريق إضافة ألوان على الشخصيات و ملحقات فريدة لتحديد كل صوت بشكل أفضل.
في 28 مارس 2016، أصدرت SFSG تطبيقًا محمولًا لنظام آي أو إس للعبة مخصصًا لأجهزة آي باد فقط. و لإصدار تطبيق الجوال الجديد، أنشأوا إصدارًا خامسًا جديدًا، البرازيل. أُضيف في 28 مايو، ليصبح أول إصدار يُصنع حصريًا لتطبيق الجوال. ثم تم تحديث تطبيق آي أو إس لاحقًا في 19 سبتمبر، بحيث يعمل الآن على كل من أجهزة آي باد و آيفون. أصبحت اللعبة متاحة لمستخدمي أندرويد، و أُصدرت على جوجل بلاي في 15 ديسمبر 2017.
في 5 مارس 2018، أُضيفت نسخة حصرية جديدة، Alive، إلى تطبيقات الجوال. و في 14 أبريل، أُتيحت اللعبة للتنزيل على متجر تطبيقات أمازون. في 26 يونيو، أصدروا نسخة مُعاد تصميمها لموقعهم الإلكتروني باسم ألفا. احتفظت هذه النسخة الجديدة بنفس عناصر النسخة الأصلية، لكن مع تحسينات جديدة في الصوت و تصميم الشخصيات و المكافآت. أُضيفت إلى تطبيقات الجوال في 26 سبتمبر. نُشرت نسخة سطح المكتب من اللعبة على متجر تطبيقات ماك في 15 نوفمبر، و على متجر مايكروسوفت في 5 ديسمبر.
في 18 مارس 2019، تم تحديث موقعهم الإلكتروني الرسمي بواجهة جديدة و تصميم مُنقّح و أسلوب لعب جديد. يضم الموقع الآن قسمًا تجريبيًا بنفس تصميم التطبيقات المدفوعة، لكن يمكن للمستخدمين تشغيل الإصدارات فقط: ألفا، ليتل ميس، سانرايز و ذا لوف. كما يمكن الاطلاع على قائمة أفضل 50 أغنية على موقعهم الإلكتروني، و التي تعرض جميع الإصدارات، بما في ذلك الإصدارات الحصرية، من قِبل العديد من مستخدمي التطبيقات حول العالم.
في 24 يونيو، أُضيفت النسخة السابعة الحصرية الجديدة، Jeevan، إلى تطبيقاتهم. في 20 سبتمبر، أصدرت كل من SFSG و إنكريديبل بولو ألبومًا موسيقيًا رقميًا بعنوان إنكريديبوكس: الذكرى السنوية العاشرة. هذا الألبوم هو مجموعة مُعاد تصميمها تضم جميع الإصدارات السبعة من إنكريديبوكس، احتفالًا بالذكرى السنوية العاشرة. تم إصدار نسخة محدودة من أسطوانة فينيل مقاس 12 بوصة في 25 نوفمبر، بينما تم إصدار قرص مضغوط فعلي في 11 ديسمبر.
في 1 ديسمبر 2020، تمت إضافة إصدار ثامن حصري جديد، ديستوبيا، إلى تطبيقاتهم. كما أصدرت SFSG و إنكريديبل بولو أغنية منفردة مُعاد إتقانها من ديستوبيا في 11 مارس 2021. و أصبحت اللعبة متاحة على ستيم في 30 أبريل. في الوقت نفسه، أنتج الفريق فيلمًا قصيرًا حصريًا لقصة ديستوبيا كاملة، بموسيقى تصويرية و مؤثرات صوتية جديدة كليًا، مختلفة عن اللعبة، و تم إصداره على صفحتهم الرسمية على يوتيوب.
في 2 يوليو 2021، وصل تطبيق إنكريديبوكس إلى مليون نسخة مباعة في جميع المتاجر. في 6 سبتمبر، أعلنت إنكريديبوكس عن ألبوم موسيقي جديد من SFSG و إنكريديبل بولو بعنوان Incredibox: The Unreleased. تم إنتاج هذا الألبوم، المكون من 9 مقطوعات موسيقية، خلال العديد من مراحل العرض التجريبي لإنكريديبوكس. صدر الألبوم الرقمي في الأول من أكتوبر، بينما صدر القرص المدمج المادي، متضمنًا أسطوانة الفينيل ذات الإصدار المحدود مقاس 12 بوصة، في الأول من فبراير 2022.
في الثالث من فبراير، أعلنت إنكريديبوكس عن خدمة جديدة خاصة تُسمى إنكريديبوكس للمدارس. صُممت هذه النسخة التعليمية من اللعبة للمدارس، حيث يمكن للطلاب و المعلمين استخدامها مباشرةً عبر الإنترنت. في الأول من يناير 2023، حقق تطبيق إنكريديبوكس مبيعات بلغت مليوني نسخة في جميع المتاجر. في 29 أبريل، أُضيفت النسخة التاسعة الحصرية الجديدة، Wekiddy، إلى التطبيقات. كما أصدرت SFSG و إنكريديبل بولو أغنية منفردة مُعاد إتقانها من Wekiddy في 15 سبتمبر.
في 12 مارس 2025، أُعلن أن SFSG ستُضيف قسمًا خاصًا يُعرف باسم INCREDIMODS إلى تطبيقاتها الرسمية. هذه الإصدارات المختلفة من الأنماط من ابتكار مُعدّلي الألعاب، المعروفين باسم "Incredimodders". ستكون بعض التعديلات فقط متاحة على التطبيق الرسمي و التي تمت الموافقة عليها من قبل SFSG فقط.